# Drużba (obwód królewiecki)
Drużba (ros. Дружба, dawn. niem. Allenburg, pol. Alembork) – osiedle w Rosji, w obwodzie królewieckim, w rejonie prawdinskim.
W Drużbie do Łyny wpada rzeka Omet oraz kończy się Kanał Mazurski.

## Historia

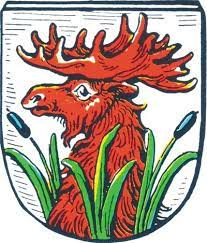
Dawny herb Allenburga

W roku 1256 Krzyżacy zajęli znajdujący się na prawym brzegu Łyny gród pruski. Po zniszczeniu grodu przez Nadrowów Krzyżacy nowy zamek wystawili po drugiej stronie rzeki w roku 1260. Przy zamku powstała osada, której status miasta na prawie chełmińskim nadał w roku 1400 wielki mistrz krzyżacki Konrad von Jungingen. W 1410 miasto zostało zajęte przez króla Polski Władysława II Jagiełłę.
W 1440 Alembork był jednym z miast założycieli Związku Pruskiego, który na początku 1454 wystąpił z prośbą do polskiego króla o przyłączenie Prus do Królestwa Polskiego. W lutym 1454 Kazimierz IV Jagiellończyk przychylił się do prośby i inkorporował region z miastem do Polski, po czym wybuchła wojna trzynastoletnia. W 1455 miasto zostało zaatakowane przez Krzyżaków. Zniszczeniu uległa część miasta włącznie z zamkiem, którego nie odbudowano, ponieważ miasto otoczone było murami obronnymi. Po wyborze na wielkiego mistrza zakonu Ludwiga von Erlichshausena Alembork znalazł się na trasie jego objazdu hołdowniczego.

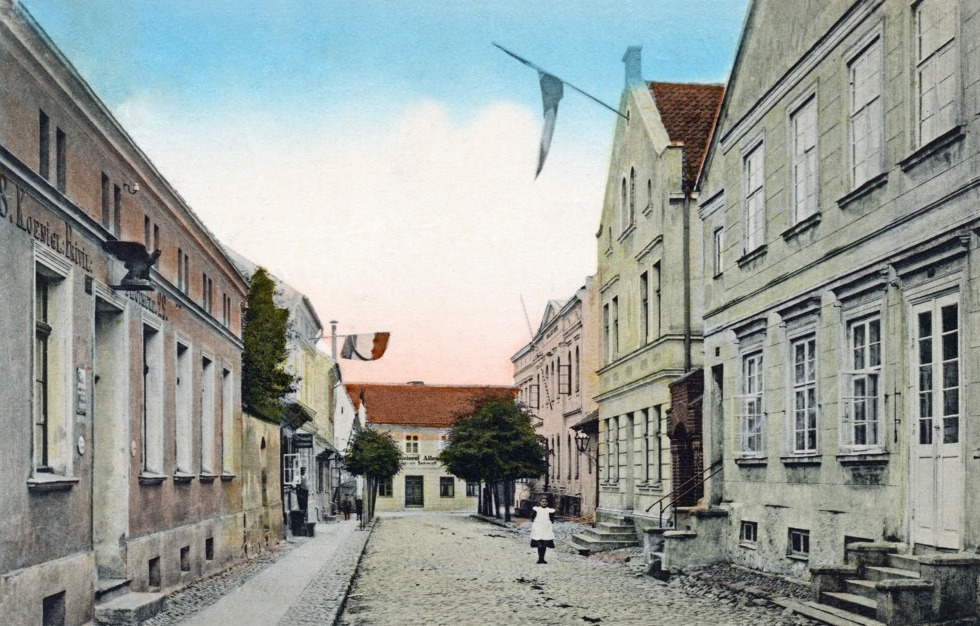
Allenburg na początku XX wieku

W 1711 do miasta dotarła epidemia dżumy, w której śmierć poniosła większość mieszkańców.
W drugiej połowie XIX w. w Alemborku funkcjonował browar i gorzelnia. W mieście odbywało się sześć jarmarków rocznie, na których handlowano przędzą. Alembork był pierwszym zelektryfikowanym miastem Prus Wschodnich.
Po II wojnie światowej Alembork utracił prawa miejskie. Miejscowość otrzymała rosyjską nazwę Drużba.
W roku 1875 mieszkało tu 2090 osób, w roku 1910 – 1697 osób i w roku 1939 – 2692 osób. W 1945 r. liczba mieszkańców Drużby uległa bardzo znacznemu zmniejszeniu.

## Kościół

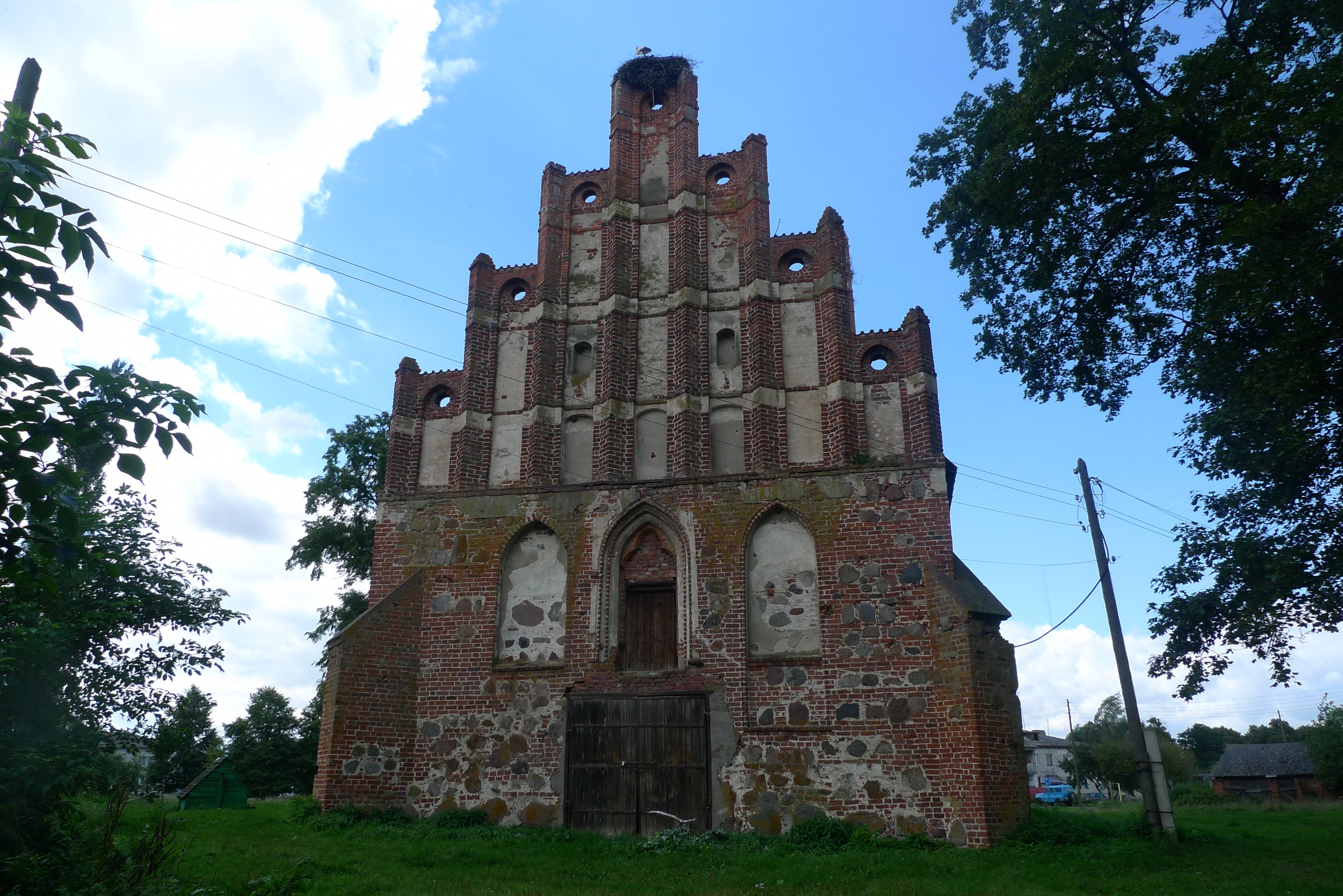
Tylna elewacja kościoła

Do 1405 r. mieszkańcy Allenburga korzystali z kaplicy zamkowej. Kościół wraz z kwadratową u podstawy wieżą wybudowany został w XV w.
Kościół (szczególnie wieża) został silnie uszkodzony w czasie działań wojennych w 1914 r. Prace remontowe oraz odbudowa wieży z jej podwyższeniem trwały do 1925 r. (proj. Arthur Kickton). Po II wojnie światowej świątynia przez długi czas służyła jako magazyn. Po przeprowadzonym pod koniec XX w. remoncie kościół funkcjonuje jako świątynia luterańska.